# 50th Birthday Celebration Volume Eight
50th Birthday Celebration Volume Five est un album de musique improvisée par Susie Ibarra, Wadada Leo Smith et John Zorn. Cet album fait partie de la série 50th Birthday Celebration enregistrée au Tonic en septembre 2003 à l'occasion des 50 ans de John Zorn.

## Titres
| 1.    | Meridian           | 4:20  |
| 2.    | Rising Sign        | 7:01  |
| 3.    | Spirit Writing     | 6:10  |
| 4.    | By The Mark, Eight | 7:06  |
| 5.    | Visitation         | 8:34  |
| 6.    | Ipsissimi          | 15:59 |
| 7.    | Ghost Writing      | 11:57 |
| 8.    | The Ascending Arc  | 8:03  |
| 9.    | Full Fathom Five   | 6:50  |
| 76:00 |                    |       |

## Personnel
- Susie Ibarra - batterie (1-5, 7, 9)
- Wadada Leo Smith - trompette (6-9)
- John Zorn - saxophone alto